# Zoe (film, 2018)
Zoe (eredeti cím: Zoe) egy 2018-as amerikai, romantikus, tudományos-fantasztikus film Drake Doremus rendezésében, Ewan McGregor, Léa Seydoux, Christina Aguilera, Rashida Jones és Miranda Otto főszereplésével.
A Zoe világpremierje a Tribeca Filmfesztiválon volt 2018. április 21-én. A filmet az Amazon Studios 2018. július 20-án mutatta be széles körben.

## Rövid történet
Egy forradalmi kutatólaboratórium két munkatársa tanulmányt kezd arról, hogyan lehet javítani és tökéletesíteni a romantikus kapcsolatokat. Ahogy munkájuk előrehalad, eredményeik egyre mélyebbre hatolnak.

## Szereplők
| Szerep  | Színész            | Magyar hang       |
| ------- | ------------------ | ----------------- |
| Cole    | Ewan McGregor      | Debreczeny Csaba  |
| Zoe     | Léa Seydoux        | Sipos Eszter Anna |
| Ash     | Theo James         | Horváth Illés     |
| Emma    | Rashida Jones      | Németh Borbála    |
| Jewels  | Christina Aguilera | Csondor Kata      |
| Tervező | Miranda Otto       | Náray Erika       |
| Hideo   | Anthony Shim       | Makranczi Zalán   |
| Caleb   | Donovan Colan      | Maszlag Bálint    |

## Forgatás
2016. augusztus 19-én jelentették be, hogy Charlie Hunnam és Léa Seydoux lesz a főszereplője az akkor még cím nélküli sci-fi romantikus filmnek, amelyet Drake Doremus rendez Rich Greenberg forgatókönyve alapján. 2017 májusára Ewan McGregor váltotta Hunnamot a filmben, a mellékszereplőként csatlakozott a filmhez Christina Aguilera, Theo James, Rashida Jones és Miranda Otto. A forgatást 2017 május 8-án kezdték Montrealban. 

## Kritikai visszhang
A Rotten Tomatoes-on a Letaszítva 32%-os tetszési indexet ért el 25 kritikus véleménye alapján. 8 kritikus pozitívan 17 kritikus negatívan értékelte a filmet.

## Fordítás
- Ez a szócikk részben vagy egészben  a   Zoe (film) című angol Wikipédia-szócikk fordításán alapul.  Az eredeti cikk szerkesztőit annak laptörténete sorolja fel. Ez a jelzés csupán a megfogalmazás eredetét és a szerzői jogokat jelzi, nem szolgál a cikkben szereplő információk forrásmegjelöléseként.